# بهيات الشعر
تعد بهيات الشعر (الاسم العلمي:  Callitrichidae، مرادفها Hapalidae) واحدة من الفصائل الخمسة لسعادين العالم الجديد. وهي سعادين صغيرة نهمة تعيش بشكل رئيسي في أمريكا الجنوبية. تتألف العائلة من حوالي 50 نوعًا في سبعة أجناس: سيبويلا كاليبيلا وميكو وكاليثريكس وكاليميكو وطمارين وطمارين الأسديّة. ولبضع سنوات، تم اعتبار هذه المجموعة من الحيوانات كفصيلة فرعية تسمى «الكلايتريكيدا» المُنبثقة من فصيلة سعادين كبوشية الشكل.
وكان من المُعتقد تقليديًا أن هذه الأصنوفة هي السلالة الأصلية البدائية التي تطورت منها جميع أجناس سعادين العالم الجديد (Platyrrhines) ذات الحجم الكبير. ومع ذلك، فقد جادلت الدكتورة سوزان فورد باقتناعٍ تام بشأن أن سلالة الكلايتريكيدا هي في الحقيقة سلالة صغيرة. وكان مُرجحًا أن أسلاف سلالة الكلايتريكيدا كانت قرودًا حجمها «طبيعي» ولكنه تضاءل عبر فترة التطور. وهذا قد يمثل مثالاً نادرًا للتقزيم الجزيري في بيئة البر الرئيسي، حيث تتكون «الجزر» عن طريق شبكات النهر المُمتدة في حوض الأمازون، مما يشكّل حدودًا جغرافية حيوية فعالة.
وتعد جميع سلالات سعادين الكلايتريكيدا شجرية (ساكنة للأشجار). وهي تُعتبر أصغر أنواع (مثل القرود) الرئيسيات الشبيهة بالإنسان. وهي تأكل الحشرات والفاكهة، والنسغ (سائل النبات)، أو الصمغ من الأشجار، وأحيانًا الحيوانات الفقارية الصغيرة. وتعتمد قرود القشة الأمريكية بشكل كبير جدًا على النضحات (الإفرازات)، مع العديد من الأنواع مثل (كاليثريكس وسيبويلا) التي تعتبر الناضحات ضرورية.
وتعيش سلالة الكلايتريكيدا عادةً في مجموعات إقليمية صغيرة تتألف من خمسة أو ستة حيوانات. ويُعد التنظيم الاجتماعي لها فريدًا من نوعه بين رتبة الرئيسيات، ويُسمى بـ «المجموعة التعاونية مُتعددة الأزواج». يشمل هذا النظام الشائع من التكاثر مجموعات للذكور والإناث متعددة، ولكن توجد أنثى واحدة فقط قادرة على التناسل. حيث تتزاوج الإناث مع أكثر من ذكر واحد، ويشترك الجميع في مسؤولية تحمُل الذريّة.
وهم المجموعة الوحيدة من الرئيسيات التي تنتج التوائم بانتظام، والتي تشكل أكثر من 80٪ من الولادات في الأنواع التي تمت دراستها. على عكس الرئيسيات الأخرى للذكور، كما يوفر الذكور رعاية أبوية بقدر رعاية الإناث. وقد تشمل الواجبات الأبوية الحمل والحماية والتغذية والراحة وحتى الانخراط في سلوك اللعب مع الأبناء. في بعض الحالات، كما هو الحال في طمارين قُطني الرأس (Saguinus oedipus) ، يُظهر الذكور، ولا سيما الأبوة منهم، مشاركة أكبر في تقديم الرعاية مقارنة بالإناث. يبدو أن الهيكل الاجتماعي النموذجي يشكل مجموعة تربوية، حيث يعيش العديد من نسلهم السابق في المجموعة وتقدم مساعدة كبيرة في تربية الصغار.

## قائمة الأنواع
الأصناف المُدرجة: 

### فصيلة سعادين بهيات الشعر؛ الكلايتريكيدا
- جنس قِشة قزمي (Cebuella)
  - قشة قزمي غربي، Cebuella pygmaea
  - قشة قزمي شرقي، Cebuella niveiventris
- جنس كاليبيلا (Callibella)
  - قشة روزمالين قزميّ، Callibella humilis
- جنس ميكو (Mico)
  - قرد القشة الفضيّ، Mico argentatus
  - قرد القشة الأبيض، Mico leucippe
  - قرد القشة أسود الذيل، Mico melanurus
  - قرد القشة شنايدر، Mico schneideri
  - قرد القشة هيرشكوفيتز، Mico intermedius
  - قرد القشة إميليا، Mico emiliae
  - قرد القشة أسود الرأس، Mico nigriceps
  - قرد القشة ماركا، Mico marcai
  - قرد القشة سانتاريم، Mico humeralifer
  - قرد القشة ذَهَبيّ وأبيض، Mico chrysoleucus
  - قرد القشة مويس، Mico mauesi
  - قرد القشة ساتيري، Mico saterei
  - قرد القشة ريو آكاري، Mico acariensis
  - قرد القشة روندون، Mico rondoni
  - قرد القشة موندروكو، Mico munduruku
- جنس كاليثريكس (Callithrix)
  - قرد القشة مألوفة، Callithrix jacchus
  - قرد القشة ذو خصلات الشعر السوداء، Callithrix penicillata
  - قرد القشة ويد، Callithrix kuhlii
  - قرد القشة أبيض الرأس، Callithrix geoffroyi
  - قرد القشة ذو خُصلات الشعر الصفراء البُنيّة، Callithrix aurita
  - قرد القشة ذو الرأس الأصفر البُنّي، Callithrix flaviceps
- جنس كاليميكو (Callimico)
  - قرد القشة جولدي، Callimico goeldii

- جنس طمارين (Saguinus)
  - طمارين ذو الوشاح الأسود، Saguinus nigricollis
  - طمارين ذو الوشاح البُني، Saguinus fuscicollis
  - طمارين ذو الوشاح الأبيض، Saguinus melanoleucus
  - طمارين ذو الوشاح الذهبي، Saguinus tripartitus
  - طمارين ذو الشارب، Saguinus mystax
  - طمارين أبيض الشفاه، Saguinus labiatusطمارين أبيض الشفاه (Saguinus labiatus)

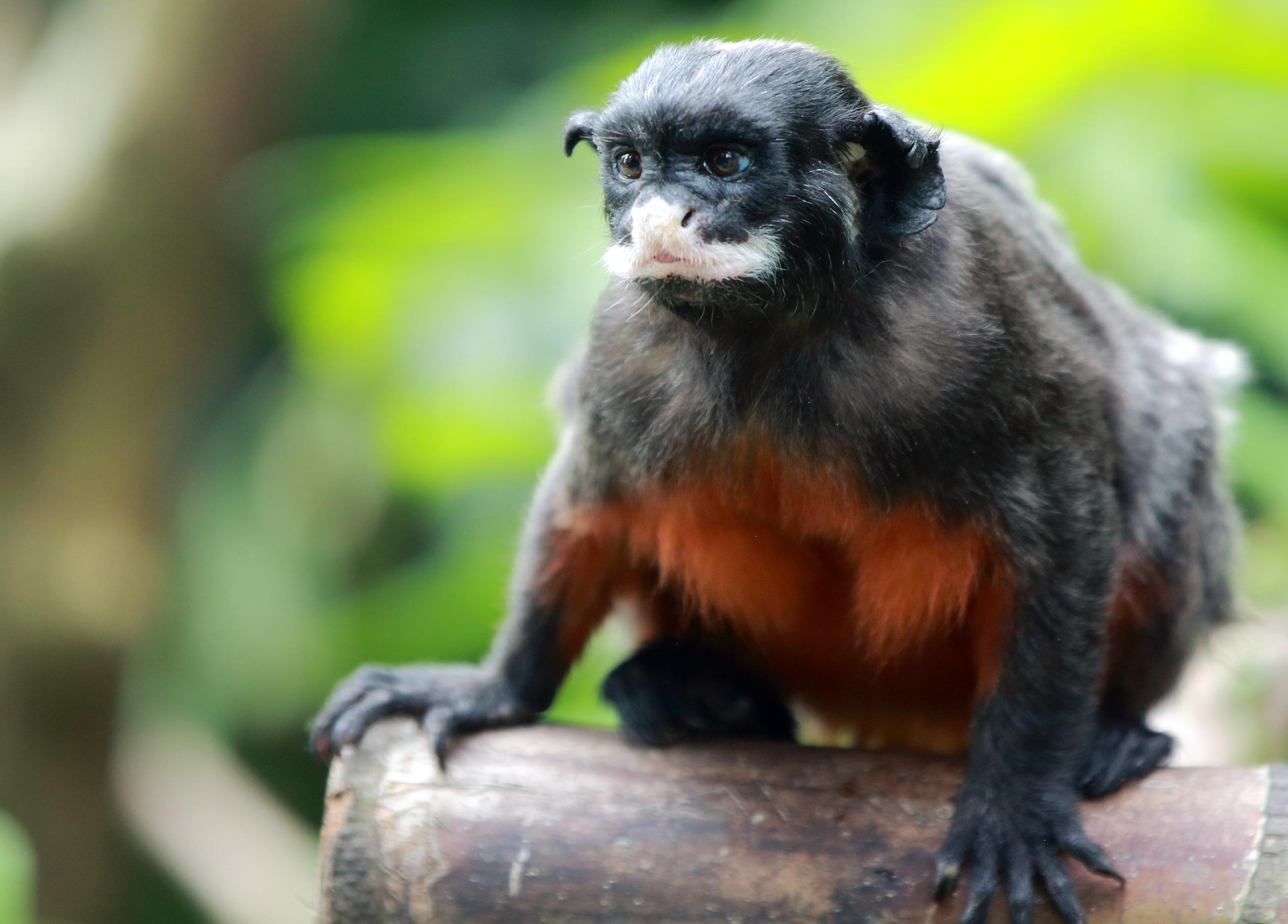
طمارين أبيض الشفاه (Saguinus labiatus)

  - طمارين الإمبراطور، Saguinus imperator
  - طمارين ذهبيّ اليد، Saguinus midas
  - طمارين أسود، Saguinus niger
  - طمارين مُرقط الوجه، Saguinus inustus
  - طمارين أبقع، Saguinus bicolor
  - طمارين مارتينز، Saguinus martinsi
  - طمارين أبيض القدم، Saguinus leucopus
  - طمارين قُطني الرأس، Saguinus oedipus
  - طمارين جوفري، Saguinus geoffroyi
  - طمارين غرايلز، Saguinus graellsi

- جنس طمارين الأسديّ (Leontopithecus)
  - طمارين أسديّ مُذهّب، Leontopithecus rosalia
  - طمارين أسديّ ذهبيّ الرأس، Leontopithecus chrysom elas
  - طمارين أسديّ أسود، Leontopithecus chrysopygus
  - طمارين أسديّ أسود الرأس، Leontopithecus caissara